# Seeache
Seeache är ett vattendrag i Österrike. Det ligger i förbundslandet Tyrolen, i den västra delen av landet, 400 km väster om huvudstaden Wien.
I omgivningarna runt Seeache växer i huvudsak blandskog. Runt Seeache är det ganska tätbefolkat, med 62 invånare per kvadratkilometer.